# Mandy Koelman
Mandy Koelman is een Nederlands korfballer. Ze speelt met AKC Blauw-Wit in de hoogste Nederlandse competitie, de Korfbal League. Ze won meerdere Nederlandse titels en werd in seizoen 2019-2020 de vrouwelijke topscoorder van de League.
Koelman's partner is Mark van der Laan, een voormalig korfballer op het hoogste niveau en huidig topkorfbalcoach.

## Carrière als Speler
Koelman begon met korfbal bij EKVA uit Almere. Ze verruilde van club en ging spelen bij het grotere AKC Blauw-Wit uit Amsterdam.
In 2009-2010 maakte Koelman haar debuut in de hoofdmacht van Blauw-Wit in de Korfbal League. In haar eerste seizoen op het hoogste niveau maakte ze 22 goals, maar Blauw-Wit bleef steken op een 8e plaats.
Met deze 22 goals was ze wel de 2e meest scorende dame van de ploeg. In de veldcompetitie van dit seizoen stond Blauw-Wit in de finale. In deze finale was PKC de tegenstander. Blauw-Wit won de finale met 21-18, waardoor Koelman Nederlands kampioen was.

In seizoen 2011-2012 profileerde Koelman zich als aanvallende kracht, want Koelman werd met 32 goals de meest scorende dame van haar ploeg. De ploeg haalde de play-offs als 2e geplaatste, maar haalde de finale niet. In de kleine finale, om plek 3 en 4 verloor Blauw-wit ook nog van Fortuna met 29-27, waardoor de ploeg genoegen moest nemen met een uiteindelijke 4e plek van Nederland.

In seizoen 2012-2013 deed Blauw-Wit goede zaken. Onder de nieuw aangesteld coach Riko Kruit werd de ploeg in de Korfbal League 4e , waardoor het play-offs speelde. In de play-off serie bleek echter PKC te sterk in 3 wedstrijden. Echter, in de veldcompetitie deed de ploeg het ook goed. Het werd 1e in de Ereklasse A en speelde in de kruisfinale tegen DVO. Blauw-Wit won en stond zodoende in de veldfinale van 2013. In deze finale won Blauw-Wit van PKC met 25-22, waardoor Koelman voor de tweede keer in haar carrière Nederlands veldkampioen was.

Seizoen 2016-2017 was ook weer een sterk seizoen voor Blauw-Wit. Onder coaches Barry Schep en Jennifer Tromp zorgde de club voor een stunt. Blauw-Wit verzamelde in de competitie 21 punten en behaalde net een 4e plaats. In de play-offs moest de ploeg aantreden tegen een nog ongeslagen PKC en Blauw-Wit was de underdog. Echter won Blauw-Wit de play-off serie in 3 wedstrijden, waardoor het voor de eerste keer in de Korfbal League historie in de finale stond. In de finale was TOP echter te sterk met 22-18.
In de veldcompetitie kreeg Blauw-Wit revanche. De ploeg plaatste zich voor de kruisfinale en daarin werd gewonnen van TOP, waardoor Blauw-Wit in de veldfinale stond. In deze finale versloeg het LDODK met 22-12, waardoor Koelman voor de 3e keer veldkampioen was.
In seizoen 2019-2020 werd Koelman voor de eerste keer in haar carrière de vrouwelijke topscoorder van de Korfbal League. 
Aan het einde van dit seizoen kondigde zij haar afscheid als speelster aan, echter maakte ze in oktober 2020 bekend zich weer beschikbaar te stellen voor het eerste team van de club.
In seizoen 2022-2023 beleefde Blauw-Wit een lastig seizoen. Zo stopte mede hoofdcoach Van Brenk gedurende het seizoen en moest de ploeg ook nog uitkijken voor play-downs. Uiteindelijk haalde de ploeg 13 punten uit 18 wedstrijden en stond het op plek 8. Dit betekende dat de ploeg play-downs had voorkomen en zichzelf had gehandhaafd.
Seizoen 2023-2024 was voor Blauw-Wit een seizoen van de middenmoot. Een paar clubs waren versterkt het seizoen begonnen, maar bij Blauw-Wit waren er weinig veranderingen. Wel was een nieuwe co-hoofdcoach gestart, namelijk Barry Schep. In het seizoen deed de ploeg het prima; het handhaafde zich direct door na 18 speelrondes op de 6e plek te eindigen. In dit seizoen kwam Koelman af en toe aan bod in het eerste team van Blauw-Wit.

## Elleboog-incident
Koelman kwam in het nieuws vanwege een bijzonder moment in de play-offs van seizoen 2016-2017. In de derde, beslissende play-off wedstrijd in Papendrecht kwam Koelman met nog maar 8 seconden op de wedstrijdklok hard in aanraking met de elleboog van scheidsrechter Ronald Buis. Koelman ging naar de grond en zat onder het bloed. Ze had een snee onder haar oog en ze moest naar de kant. Hierdoor speelde ze de korfbal league finale met een blauw oog.

## Erelijst
- Nederlands kampioen veldkorfbal, 3x (2010, 2013, 2017)
- Supercup kampioen veldkorfbal, 2x (2013, 2017)